# Anticollix sparsaria
Anticollix sparsaria är en fjärilsart som beskrevs av Jacob Hübner 1809/13. Anticollix sparsaria ingår i släktet Anticollix och familjen mätare. Inga underarter finns listade i Catalogue of Life.